# Bill Finger
Milton "Bill" Finger (Nova Iorque, 8 de fevereiro de 1914 – Manhattan, 18 de janeiro de 1974) foi um escritor estadunidense de tiras de quadrinhos e de revistas em quadrinhos, o nem tanto conhecido criador do personagem Batman da DC Comics, em conjunto com seu amigo Bob Kane e o arquiteto do desenvolvimento da série. Embora ele nunca tenha sido creditado ao longo dos anos pelo desenvolvimento do mesmo, Kane nunca admitiu quem foi o real criador dos heróis mais conhecidos do mundo (no caso Bill Finger)
Finger também escreveu as primeiras histórias do Lanterna Verde na década de 40, sendo creditado como co-criador do Lanterna Verde (Alan Scott) original, e tendo contribuído para o desenvolvimento de inúmeras outras séries de quadrinhos.
Ele foi postumamente introduzido no Jack Kirby Hall of Fame da indústria de quadrinhos em 1994 e o Will Eisner Comic Book Hall of Fame em 1999. Seu nome serviu como base para o Bill Finger Award ["Prêmio Bill Finger"], fundado por Jerry Robinson e concedido anualmente na San Diego Comic-Con a duas pessoas – uma em vida e póstumo – a pessoas que “têm produzido um conjunto significativo de trabalhos na área de quadrinhos."

## Início da vida
Bill Finger nasceu em Denver, Colorado, em uma família judaica. Seu pai, Louis Finger (n. de 1890, Áustria), emigrou para os EUA em 1907. Sua mãe, Tessie (n. cerca de 1893, Cidade de Nova Iorque) também deu à luz as irmãs de Bill Finger, Emily e Gilda. A família mudou-se para o Bronx, cidade de Nova Iorque, onde durante a Grande Depressão, Louis Finger foi forçado a fechar sua alfaiataria. Finger formou-se na DeWitt Clinton High School no Bronx em 1933.

## Carreira

### Comics
Um escritor aspirante e um vendedor de calçados em meio período, Finger juntou-se ao nascente estúdio de Bob Kane em 1938 depois de ter encontrado Kane, um colega da DeWitt Clinton, em uma festa. Kane, mais tarde, ofereceu-lhe um trabalho de "escritor-fantasma" das tiras Rusty e Clip Carson.

#### Batman
No início do ano seguinte, o sucesso da National Comics com o super-herói Superman na Action Comics levou os editores a uma busca por heróis semelhantes. Em resposta, Kane concebeu "o Bat-Man". Bill Finger recordou que Kane: 
... teve uma ideia para um personagem chamado 'Bat-Man', e gostaria que eu visse seus desenhos. Fui até Kane e ele tinha desenhado um personagem que parecia muito com o Superman... calças justas vermelhas, creio, com botas ... sem luvas, sem manoplas ... com uma pequena máscara de carnaval, balançando em uma corda. Ele tinha duas asas rígidas que pareciam asas de morcego. E sob ele um grande sinal... BATMAN."
Finger sugeriu mudanças para o personagem: um capuz ao invés de uma máscara de carnaval, uma capa em vez de asas e trocar as partes vermelhas pelos tons cinza e preto. Ele disse mais tarde que as sugestões foram influenciadas pelo famoso O Fantasma de Lee Falk, um personagem de tiras de jornal , desenvolveu o contexto, o clima e a personalidade do nosso herói. Também criou o nome de Bruce Wayne para a identidade secreta do personagem. Como Finger descreveu, "O primeiro nome de Bruce Wayne veio de Robert Bruce, o patriota escocês. Wayne, sendo um playboy, deveria ter uma ascendência nobre. Busquei por um nome que sugerisse a colonialismo. Tentei Adams, Hancock ... então pensei em Mad Anthony Wayne." Kane, décadas depois, em sua autobiografia descreveu Finger como "uma força que contribuiu com o Batman desde o início... Eu fiz o Batman um justiceiro super-herói quando o criei. Bill o transformou em um detetive científico." O biógrafo de Finger, Marc Tyler Nobleman descreveu, "Bob [Kane] mostrou Bat-Man ao [editor] Vin [Sullivan] — sem Bill. Vin imediatamente dispôs-se a publicar Bat-Man, e Bob negociou um acordo — sem incluir Bill."
Finger escreveu o roteiro inicial para a estreia do Batman na Detective Comics #27 (maio de 1939) e a segunda aparição do personagem, enquanto Kane fazia a arte. O desenhista foi o único a receber os créditos pela criação do personagem, pois apresentou sozinho a proposta para os editores da DC Comics. Batman mostrou-se um sucesso, e Finger passou a escrever a maioria das primeiras histórias do Batman, inclusive fazendo grandes contribuições para o personagem O Joker (português europeu) ou Coringa (português brasileiro) e vários outros vilões. O letrista (e artista que fazia os fundos das histórias, como cenários) do Batman, George Roussos ressalta:
O que era bom sobre Bill é que, o que quer que ele escrevesse em uma trama, fazia um monte de pesquisa para aquilo. Quer se passasse em uma estação de trem ou em uma fábrica, ele sempre tinha uma foto de referência, normalmente da National Geographic, e dava a Bob [Kane] toda a pesquisa para desenhar a partir daquilo. Ele era muito organizado e metódico. Seu único problema era que não conseguia manter o ritmo de trabalho… não podia produzir material com regularidade o suficiente.
Robin foi apesentado como sidekick ["parceiro-mirim"] do Batman na Detective Comics #38 (abril de 1940). Bob Kane gostaria que a origem do personagem fosse idêntica ao Batman, para se fazer um paralelo de suas tragédias pessoais. Foi Bill Finger quem desenvolveu a ideia de seus pais, que seriam assassinados, serem artistas circenses. Finger comentou:
"Robin foi uma conseqüência de uma conversa que tive com Bob. O Batman era uma mistura de Douglas Fairbanks e Sherlock Holmes. Holmes tinha seu Watson. O que me incomodava era que o Batman não tinha ninguém com quem trocar ideias, e ficou um pouco cansativo sempre mostrá-lo pensando. Conforme eu escrevia, vi que o Batman precisava de um Watson para conversar. Foi assim que o Robin nasceu. Bob me ligou e disse que iria colocar um garoto na tira para se identificar com o Batman. Eu pensei que era uma ótima ideia".
O historiador de quadrinhos, Jim Steranko, escreveu em 1970 que a lentidão de Finger como escritor levou o editor de Batman, Whitney Ellsworth [que substituiu Vin Sullivan], a sugerir que Kane o substituísse. Durante a ausência de Finger, Gardner Fox mandou com os scripts que foram introduzidos no início de Batman, como o "Bat-" arsenal (o cinto de utilidades, o Bat-Giro/plano e o Batarangue). Após seu retorno, Finger criou e co-criou itens como o Batmóvel e a Batcaverna, e é creditado pelo fornecimento do nome "Gotham City". Finger escreveu a edição de estreia da série de revistas em quadrinhos auto-intitulada de Batman, que introduziu o Coringa (Joker) e a Mulher-Gato (Catwoman). Entre as coisas que fizeram suas histórias particularmente distintas era a utilização de adereços de tamanhos gigantes: centavos ampliados, máquinas de costura ou máquinas de escrever. Dois dos troféus mais apresentados na Batcaverna do Batman, um animatrônico Tyrannosaurus Rex em tamanho real e uma réplica gigante da moeda de um centavo de Lincoln, foram ambos, introduzidos em histórias escritas por Finger (mas não creditada a ele). Ele foi um dos escritores da tira de quadrinhos Batman de 1943 a 1946.
Por fim, Finger deixou o estúdio de Kane para trabalhar diretamente para a DC Comics, onde fornecia scripts para personagens, inclusive Batman e Superman. Uma parte do mito do Superman que se originou no programa de rádio deu sua cara nos quadrinhos, no momento em que a kryptonita apareceu em uma história de Finger e Al Plastino em Superman #61 (novembro de 1949). Como escritor da série Superboy, Finger criou Lana Lang, um interesse amoroso para o super-herói adolescente. Continuando seu trabalho com o Batman, ele e o artista Sheldon Moldoff introduziram Ace o Bat-Cão em Batman #92 (junho de 1955), Bat-Mirim em Detective Comics #267 (maio de 1959), Cara-de-Barro em Detective Comics #298 (dezembro de 1961), e Betty Kane, a Bat-Girl original em Batman #139 (abril de 1961). Finger escreveu para outras empresas, entre elas, a Fawcett Comics, Quality Comics e a antecessora da Marvel Comics, Timely Comics.[carece de fontes?] Finger criou o Esquadrão Vitorioso em All Winners Comics #19 (outono [americano] de 1946) para a Timely.

#### Vilões do Batman
Em 1994, Kane deu o crédito a Finger como co-criador do arqui-inimigo do Batman, o Coringa, apesar das reivindicações sobre o personagem do artista Jerry Robinson:
Finger e eu criamos o Coringa. Bill era o escritor. Jerry Robinson chegou com uma carta de baralho do Coringa. Esta é a história resumida. O Coringa se parece com o Conrad Veidt – o ator de O Homem Que Ri (The Man Who Laughs), [filme de 1928 baseado no romance] de Victor Hugo. […] Bill Finger tinha um livro com uma foto de Conrad Veidt, me mostrou e disse, ‘Eis o Coringa’. Jerry Robinson não teve nada a ver com isso. Ele vai defender que teve participação até morrer. Ele trouxe uma carta de baralho, que usamos em algumas edições para que o Coringa utilizasse como cartão.
Robinson, cujo cartão original do Coringa estava em exibição pública na exposição "Masters of American Comics" no Museu Judaico na cidade de Nova Iorque, de 16 de setembro de 2006 a 28 de janeiro de 2007, e no William Breman Jewish Heritage & Holocaust Museum em Atlanta, Georgia de 24 de outubro de 2004 a 28 de agosto de 2005, creditou a si mesmo, Finger e Bob Kane a criação do Coringa, segundo ele, criou o Coringa baseado em uma necessidade de histórias extras para a revista Batman #1 Quanto à semelhança com Conrad Veidt, Robinson disse:
Naquele primeiro encontro quando mostrei para eles um rascunho do Coringa, Bill disse que parecia o Conrad Veidt em O Homem Que Ri [The Man Who Laughs]. Essa foi a primeira vez em que foi mencionado... Ele pode ser creditado e o Bob também, todos nós fomos envolvidos no processo de criação. O conceito foi meu. Bill terminou aquele primeiro roteiro do meu esboço do personagem e o que deveria acontecer na primeira história. Ele escreveu o roteiro daquilo, assim ele realmente foi o co-criador, Bob e eu fizemos os visuais, dessa forma Bob também estava envolvido.
Finger forneceu sua própria explicação em 1966:
Eu recebi uma ligação do Bob Kane.... Ele tinha um novo vilão. Quando cheguei ele estava segurando uma carta de baralho. Aparentemente Jerry Robinson ou Bob, não lembro ao certo quem, olhou para a carta e teve uma ideia para um personagem ... o Coringa. Bob fez um esboço rápido disso. No começo não parecia muito com o Coringa. Estava mais para um palhaço. Aí eu lembrei-me que a Grosset & Dunlap tinham lançado edições econômicas de clássicos de Alexandre Dumas e Victor Hugo ... O volume que eu tinha era The Man Who Laughs ["O Homem Que Ri"] — seu rosto tinha sido operado para que permanecesse sempre rindo. E parecia absolutamente estranho. Corte a imagem do livro e entreguei a Bob, que desenhou o perfil e deu-lhe um aspecto mais sinistro. Então ele trabalhou no rosto; fê-lo parecer um palhaço, representado pelo rosto branco, lábios vermelhos, cabelos verdes. E isso foi o Coringa!
O Pinguim estreou em Detective Comics #58 (dezembro de 1941). De acordo com Kane, ele desenhou o Pinguim inspirado no mascote dos cigarros Kool — um pinguim de cartola segurando um guarda-chuva. Finger, no entanto, afirmou que criou o vilão inspirado por pinguins imperadores, que lembram [me] cavalheiros ingleses metidos de smoking. Kane apresentou o Espantalho e desenhou sua primeira aparição, que foi escrita por Finger. Finger e Kane apresentaram o Duas-Caras em Detective Comics #66 (agosto de 1942). O Charada foi criado por Finger e Dick Sprang na edição #140 (outubro de 1948). O Homem Calendário foi outro vilão criado por Finger sem a participação de Kane.

#### Lanterna Verde
Finger colaborou com Martin Nodell, artista e criador do personagem Lanterna Verde original, Alan Scott, que estreou em All-American Comics #16 (julho de 1940). Tanto o escritor como o artista receberam os créditos na tira, com Nodell usando nas primeiras edições o pseudônimo "Matt Dellon".
Depois de enviar os esboços do meu personagem para a All-American Comics (uma das predecessoras da DC Comics), tive de esperar duas longas semanas por uma resposta. Por fim, fui convocado para uma reunião com o próprio Max Gaines, o proprietário da editora. Que, após passar os olhos distraidamente pelo meu trabalho, me anunciou que estava contratado. Apesar de não caber em mim de contente, tratei logo de deitar mãos à obra. Escrevi cinco das oito páginas daquela que seria a história de estreia do Lanterna Verde, e então eles chamaram Bill Finger para ajudar. Trabalhamos nisso durante sete anos [até 1947].

### Roteirista
Como roteirista, Finger escreveu ou co-escreveu os filmes Death Comes to Planet Aytin, The Green Slime, e Track of the Moon Beast, e contribuiu com scripts para as séries de TV, Hawaiian Eye e 77 Sunset Strip. Ele também escreveu o episódio de duas partes "The Clock King's Crazy Crimes / The Clock King Gets Crowned", exibido de 12–13 de outubro de 1966, na segunda temporada da série de TV live-action Batman.

## Crédito e reconhecimento
O artista Bob Kane negociou um contrato com a National Comics, a futura DC Comics, no qual outorgava os direitos de propriedade do personagem em troca, entre outras compensações, de uma linha obrigatória em todos os quadrinhos do Batman (e suas adaptações) dizendo "Batman criado por Bob Kane". O nome de Finger, diferentemente, não aparece como um crédito oficial em histórias e filmes do Batman. Finger começou a receber reconhecimento, embora limitado, por seu trabalho em Batman escritos na década de 1960; por exemplo, na Batman #169 (fevereiro de 1965), o editor Julius Schwartz nomeia Finger como criador do Charada, um dos vilões recorrentes de Batman.
Além disso, Finger recebeu crédito por seu trabalho na companhia irmã da National, All-American Publications, durante esse período. Por exemplo, a primeira história do Pantera, em Sensation Comics #1 (janeiro de 1942), tem a assinatura "de Irwin Hasen e Bill Finger", e a primeira história do Lanterna Verde (veja acima) é creditada para "Mart Dellon e Bill Finger". A National depois absorveu a All-American. Foi à política padrão da National (DC) que com apenas raras exceções, os escritores não iriam receber uma assinatura nos quadrinhos, a DC concedendo regularmente o crédito somente a Kane; William Moulton Marston, criador da Mulher-Maravilha, sob seu pseudônimo de Charles Moulton; e para Sheldon Mayer.
Em 1989, Kane reconheceu Finger como "uma força contribuinte" na criação do personagem e escreveu, “Agora que meu amigo e colaborador se foi, devo admitir que Bill nunca recebeu a fama e o reconhecimento que merecia. Ele foi um herói desconhecido… eu sempre digo para minha esposa que se pudesse voltar quinze anos no passado, antes de ele morrer, eu gostaria de dizer: ‘vou colocar seu nome nisso. Você merece." O historiador de quadrinhos, Ron Goulart, referiu-se a Batman como a "criação do artista Bob Kane e do escritor Bill Finger".
O artista e escritor contemporâneo de Finger, Jerry Robinson, que trabalhou com Kane desde o início, disse, “[Bill] teve mais a ver com a moldagem de Batman do que Bob.. Ele fez tantas coisas no começo, ... criando quase todos os outros personagens, ... toda a personalidade, todo o temperamento." O arte-finalista de Batman, George Roussos, outro contemporâneo, disse, "Bob Kane tinha ideias, enquanto Bill as organizava".
O escritor John Broome e o desenhista Gil Kane criaram o vilão dos quadrinhos, William Hand, a.k.a. Mão Negra, como homenagem a Finger, com o qual tinha nome e características semelhantes.
Até a sua morte em 1974, ele não obteve o reconhecimento merecido, e tornou-se sinônimo ("fingered") na indústria de quadradinhos quando se quer dizer que o autor não recebeu nenhum crédito por sua história.
Em 2014, a editora passou a credita-lo como criador na edição comemorativa de Detective Comics 27, em 2015,e a DC Entertainment anunciaram que Finger seria creditado também nos filmes e séries de televisão. Em 2015, a Warner Bros. e a DC Entertainment anunciaram que Finger seria creditado no filme de super-heróis de 2016, Batman v Superman: Dawn of Justice e na segunda temporada da série para a TV Gotham, seguindo um acordo entre a família de Finger e a DC. Nos dias 24 e 25 de março de 2016, com a estreia mundial do filme "Batman v Superman: Dawn of Justice", Bill Finger recebeu, enfim, o primeiro crédito oficial em larga escala. Em entrevista concedida ao jornal "O Estado de S. Paulo", o historiador Marc Tyler Nobleman, autor de livro sobre Bill Finger, disse que com a internet e a democratização da informação, casos de falta de crédito na indústria cultural tendem a diminuir. Finger recebeu seu primeiro crédito formal como criador do Batman em outubro de 2015 na revista Batman and Robin Eternal #3 e Batman: Arkham Knight Genesis #3. O reconhecimento atualizado para o personagem veio assim: "Batman criado por Bob Kane com Bill Finger".

## Prêmios
Finger foi postumamente introduzido no Jack Kirby Hall of Fame em 1994 e no Will Eisner Award Hall of Fame em 1999. Em 1985, a DC Comics nomeou Finger como um dos homenageados do 50.º aniversário na publicação institucional Fifty Who Made DC Great. Em sua honra, a Comic-Con International estabeleceu em 2005 o Bill Finger Award for Excellence in Comic Book Writing ["Prêmio Bill Finger para Excelência em Escrita de Quadrinhos"], concedido anualmente "dois destinatários — um em vida e um póstumo — que produziram trabalho significativo no campo dos quadrinhos. Finger recebeu postumamente um Inkpot Award em 2014.

## Legado
Finger é o assunto do documentário original produzido pelo serviço de streaming Hulu, Batman & Bill. O documentário é dirigido por Don Argott e Sheena M. Joyce, e contará com entrevistas de Marc Tyler Nobleman, Michael Uslan, Athena Finger e Alethia Mariotta. Batman & Bill é baseado na biografia Bill The Boy Wonder: The Secret Co-Creator of Batman, escrita por Marc Tyler Nobleman e estreou no HULU no dia 6 de maio de 2017.

## Vida pessoal
Finger foi casado duas vezes. Ele e sua primeira esposa, Portia tiveram um filho, Frederick. Após seu divórcio, Finger casou-se com Lyn Simmons no final dos anos de 1960, mas já não eram casados quando ele morreu em 18 de janeiro de 1974, aos 60 anos de idade.
O amigo de Finger, Charles Sinclair, o encontrou morto em sua casa no condomínio Allen House no 340 East 51st Street em Manhattan. O laudo médico apontou causas naturais. Finger já tinha sofrido três ataques cardíacos: em 1963, 1970 e 1973. Por muito tempo veiculou-se que Finger foi enterrada como indigente em vala comum, só que seu filho Fred, atendendo o desejo do pai, cremou, e espalhou suas cinzas sob uma marca na areia em forma de morcego em uma praia em Oregon.

Fred Finger morreu em 13 de janeiro de 1992 devido a complicações da AIDS, mas teve uma filha, Athena, nascida dois anos depois da morte de Bill Finger. Ela e seu filho são os únicos herdeiros vivos conhecidos de Finger, e como tal, desafiaram com sucesso a Warner Bros. a creditar Finger como co-criador do Batman.